# 東広島市立向陽中学校
東広島市立向陽中学校（ひがしひろしましりつ こうようちゅうがっこう）は、広島県東広島市西条町大沢にある公立中学校。

## 概要
東広島市の南部にある。校区には、広島大学や広島中央サイエンスパークなど産学の拠点がある。また、国道375号や国道486号、JR山陽新幹線東広島駅などがあり、交通の要衝にもなっている。

## 学校行事
- 4月 - 入学式
- 9月 - 運動会（2015年から体育大会）2022年度6月開催
- 10月 - 文化祭
- 12月 - 修学旅行（2年）
- 3月 - 卒業式

## 部活動

### 運動部
- 野球部
- 卓球部（女子）
- 陸上部
- 剣道部
- ソフトテニス部（男子・女子）
- バレーボール部（男子・女子）
- 紙野球部（教室野球・男子）

### 文化部
- 家庭科部
- 吹奏楽部
- 美術部
- パソコン部

## 通学区域
- 東広島市立板城小学校の学区
- 東広島市立郷田小学校の学区
- 東広島市立三永小学校の学区

## 進学前小学校
- 東広島市立板城小学校
- 東広島市立郷田小学校
- 東広島市立三永小学校

## 和文化学習
向陽中学校では、和文化学習を推し進めている 。2010年の向陽中学校公開研究会では、全校生徒が箏と尺八で宮城道雄作曲「春の海」を演奏した。また、他にも茶道や絵手紙、竹細工、杖道についても学んでいる。

## 交通
- JRバス中国三升原バス停より徒歩5分

## 主な卒業生
- 河名真寿斗 - レスリング選手